# Propileos de Atenas

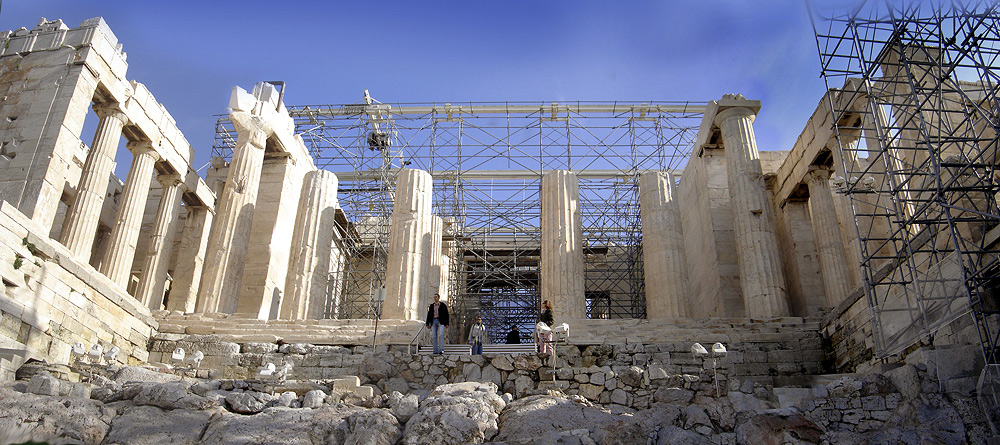
Propileos de la Acrópolis de Atenas.

Los Propileos son el único acceso occidental a la Acrópolis de Atenas. Fueron construidos en el marco del programa monumental de Pericles entre 437 y 431 a. C. y sustituyeron a los viejos propileos de época de Pisístrato. Fueron cubiertos con un pórtico doble y gigante de mármol pentélico.
El arquitecto Mnesicles fue quien proyectó los pórticos como si fueran fachadas de templos dóricos.
El pórtico exterior tiene una plataforma a cada lado con tres columnas jónicas que sostenían un techo de mármol azul con estrellas. 
Los dos frentes tienen una fachada dórica, hexástila, con el intercolumnio central más ancho, dando paso a la calzada.
El muro de acceso se articula en cinco vanos adintelados dispuestos en orden decreciente. Flanqueando la escalinata de acceso, se encuentra un desarrollado basamento sobre el que se levanta el templo de Atenea Niké.

## Construcción
En los planes de Pericles, la construcción de los Propileos debía seguir a la del Partenón. Debían constituir una entrada monumental al complejo de templos y coronar el camino escarpado que lleva a la cima de la ciudad alta por su lado sur. Los Propileos debían reemplazar al propileo simple construido bajo Pisístrato. Comenzados en 437 a. C., no fueron nunca acabados, siendo interrumpidos los trabajos en 432 a. C., un año antes del estallido de la guerra del Peloponeso.

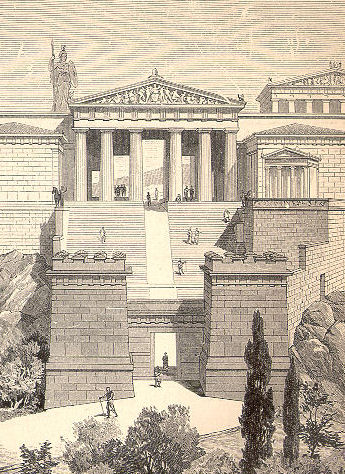
Reconstrucción del.

Es de apreciar la habilidad del arquitecto, Mnesicles al erigir sus propileos en difíciles condiciones topográficas. Esta construcción, dado que debía alzarse en el borde de la explanada superior del recinto de la Acrópolis, tenía que situarse sobre una fractura que señalaba el límite entre la pendiente de la vía ascendente y el plano horizontal.

## Características
Su fachada superior se situó en un nivel más bajo que su fachada oriental (interior). Prisionero de los derechos del templo de Atenea Niké, limitado al sur por los terrenos sagrados de Artemisa, obligado a proseguir la porción antigua de los propileos del siglo VI a. C. y de adaptarse a los movimientos de la vía sagrada de Atenas que seguía la procesión con sus carros y sus animales de sacrificio, Mnesicles erigió un edificio que respondía a esas múltiples dificultades. Respetó el ritmo fundamental de los propileos arcaicos con las cinco puertas de acceso a la planicie sagrada, abiertas en el muro transversal que cortaba el corredor que bordeaba los dos muros laterales. Pero una ligera diferencia de orientación ponía el eje del edificio en relación con el final de la Vía sagrada y con el eje este-oeste de la explanada, separando el Partenón y el conjunto del Erecteón.
Los Propileos tenían, por tanto, la difícil misión de «suprimir» visualmente la diferencia de nivel existente entre el lado exterior y el interior. Vistos desde abajo, presentaban una fachada hexástila dórica, con ángulos salientes formados por columnas más delgadas.

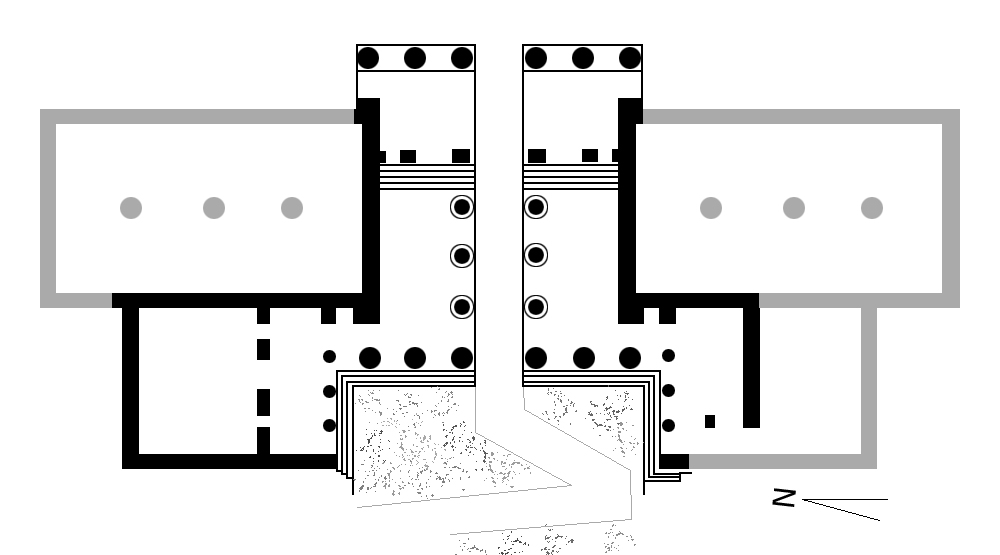
Plano de los Propileos.

Para respetar y subrayar el movimiento ascendente de la procesión de las Panateneas, el cuerpo central de los nuevos propileos con sus cinco puertas se situó donde la ruptura de la pendiente era más acentuada, sobre un basamento de cinco escalones que compensaban el desnivel. La continuidad del movimiento se subrayaba con la importancia de la puerta central (4,13 m de anchura y 7,38 m de altura), ante la cual se interrumpían los escalones para dejar paso al carro de la diosa Atenea y para la ampliación del entrepaño correspondiente en el pórtico occidental (5,43 m en vez de 3,62 m en los entrepaños laterales).

Para recibir la procesión se erigió en el exterior una fachada de seis columnas dóricas sobre un basamento de cuatro escalones que se doblaban en ángulo recto para sostener las columnatas de las fachadas laterales encuadrando la explanada de llegada.
Para situar la vía de acceso en el interior del vestíbulo, la anchura de éste era de 18,12 m, análoga a la de la cella principal del Partenón. La profundidad del vestíbulo era de 12,96 m. Además, el orden jónico que sostenía el techo de esa sala fue adoptado por Mnesicles para la ordenación del vestíbulo.

Bordeando el espacio central que coincidía con la gran puerta central, Mnesicles situó dos filas de tres columnas jónicas.
Las naves estaban cubiertas por techos artesonados de mármol, cuyas vigas marmóreas sobrepasaban los seis metros.

Mnesicles tuvo que recurrir aquí a una técnica inusitada para reforzar los arquitrabes que sostenían esos techos «armándolos» con una barra metálica.
Los Propileos comprendían un edificio central, amplio vestíbulo de forma rectangular, y dos alas laterales. Entre las cinco puertas de la parte central, la de en medio daba acceso a la Vía sagrada que recorrían las procesiones de las Panateneas.
El ala norte, la pinacoteca, fue la primera galería de pintura del mundo. Se encontraban allí tablas de pintura realizadas por grandes artistas de la época, entre los cuales estaba Polignoto (siglo V a. C.), autor de composiciones mitológicas. El ala sur, más pequeña, se componía de una sala, que conducía al oeste, al templo de Atenea Niké. 
Atravesados los Propileos, el visitante antiguo encontraba a su izquierda varios edificios administrativos u oficiales, entre los que estaba la casa de las Arréforas. Enfrente, se alzaba majestuosa la estatua de más de 9 m de Atenea Promacos. A su derecha, el visitante, descubría el pequeño santuario de Artemisa Brauronia y el de Atenea Obrera, y por fin el majestuoso Partenón.
Los Propileos fueron construidos en mármol del Pentélico a partir del basamento. Sin embargo, el arquitecto también utilizó mármol azul de Eleusis. El conjunto costó una colosal fortuna. 
Más abajo del camino que llevaba a los Propileos se alzaba la Puerta Beulé cuyo nombre se debe a Charles Ernest Beulé, arqueólogo francés que la descubrió en 1853 bajo un bastión turco. Fue construida por los romanos en el siglo III. No se sabe si el acceso a la acrópolis se efectuaba por una rampa escalonada o por un camino en zigzag.
Los Propileos, como los otros monumentos atenienses tuvieron una historia agitada. Han sido sucesivamente palacio episcopal, residencia de los duques francos de Atenas, palacio florentino y depósito de armas turco. 
La estructura fue destruida en gran parte en el siglo XVII como consecuencia de la explosión de un depósito de pólvora.

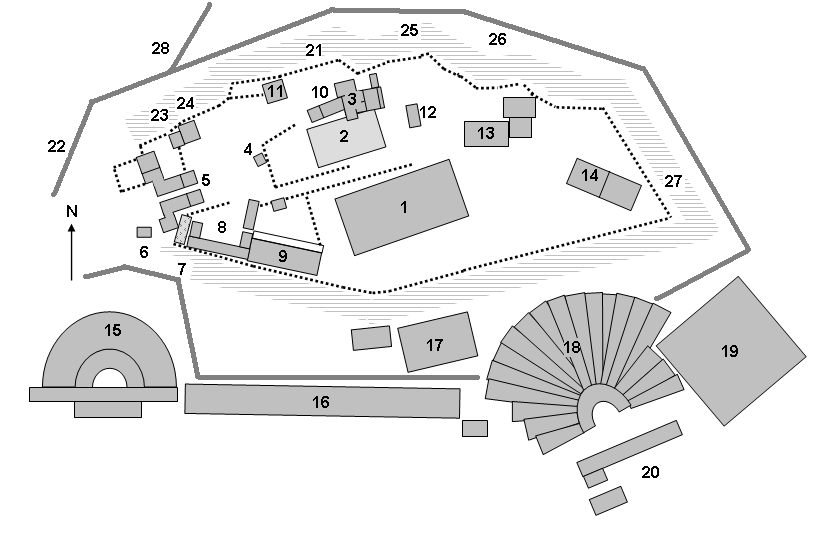
Plano de la Acrópolis de Atenas: los Propileos son el número 5.